# Cera cv
Cera cv, vroeger bekend als CERA Bank, is een Belgische coöperatie die na de fusie  met ABB Verzekeringen en Kredietbank in 1998 deels is opgegaan in de KBC Groep. Een ander deel ging verder als een coöperatieve vennootschap met 400.000 vennoten die samen investeren op financieel en maatschappelijk vlak.

## Geschiedenis
De geschiedenis van CERA Bank begon in 1892 in het Vlaams-Brabantse Rillaar, als een lokale coöperatieve spaarkas. Deze vond haar oorsprong in het ideeëngoed van Friedrich Wilhelm Raiffeisen. De oprichting van de Landelijke Spaar- en Leengilden (de latere Raiffeisenkassen), met Jacob-Ferdinand Mellaerts als drijvende kracht, maakte het mogelijk om binnen het landbouwmilieu financiële middelen tegen betaalbare voorwaarden te mobiliseren. 
Tijdens de Eerste Wereldoorlog gingen de prijzen voor voedings- en landbouwproducten de hoogte in en verhoogde het inkomen van de landbouwers waardoor ze meer konden sparen. De lokale Raiffeisenkassen kregen uiteindelijk meer geld binnen dan dat ze onder de vorm van kredieten konden uitlenen. Het overtollige geld werd daarom versluisd naar de Middenkredietkas, een coördinerend en begeleidend orgaan dat in 1895 in Leuven werd opgericht, en deze gelden beheerde. De Middenkredietkas belegde het geld aanvankelijk bijna uitsluitend in staatsfondsen en obligaties en na verloop van tijd ook in aandelen. De instelling groeide uit tot een gemengde bank.
De grote Europese recessie van de jaren dertig viel de Belgische banken bijzonder zwaar. Zij konden hun beleggingsportefeuille nog slechts met hoge verliezen realiseren. Ook de Middenkredietkas werd geconfronteerd met aanzienlijke liquiditeitstekorten en de klanten trokken massaal hun spaargeld terug.
In 1935 werd de Middenkredietkas in liquidatie gesteld en vervangen door de Centrale Kas voor Landbouwkrediet. Deze overkoepelende coöperatie wordt later herdoopt tot Centrale Raiffeisenkas, wat eind jaren 70 werd afgekort tot CERA. Die naam werd ook overgenomen door de lokale coöperatieve kassen en zo werd CERA Bank een financiële instelling met een dicht kantorennet.
De eenmaking van Europa en het vooruitzicht van de monetaire unie stelden de CERA Bank voor de uitdaging van de schaalvergroting. Dat leidde uiteindelijk in 1998 tot de fusie met Assurantie van de Belgische Boerenbond (ABB Verzekeringen) en de Kredietbank. Bij de vorming van deze KBC Groep werden de bankactiviteiten ondergebracht in KBC Bank nv. CERA Bank bracht er haar bankactiviteiten in en kreeg in ruil een belangrijke participatie in de bank- en verzekeringsgroep met aandelen van de vroegere vennoten van CERA Bank en nieuw toegetreden coöperanten. Hierdoor ontstond de holding Cera cvba, waarvan het patrimonium bestaat uit belangrijke participaties in KBC Groep en in KBC Ancora. De aandelen van KBC Ancora zijn ‘herverpakte’ KBC Groep-aandelen. Cera is, samen met haar dochteronderneming KBC Ancora, de grootste aandeelhouder van KBC Groep.
In 2024 telde de coöperatie Cera meer dan 400.000 vennoten. Met een gezamenlijke participatie van 22,3% in het kapitaal van KBC Groep is Cera cv en haar dochtervennootschap KBC Ancora, de grootste aandeelhouders van KBC Groep. Elke Cera-vennoot heeft jaarlijks uitzicht op een potentieel coöperatief dividend.